# Shenmue
Shenmue (シェンムー, Shenmū) (final de 1999 no Japão, 2000 no ocidente) é um video-jogo produzido e realizado por Yu Suzuki da Sega-AM2 para Dreamcast.  Suzuki criou um novo género, FREE (Full Reactive Eyes Entertainment), para o jogo, baseado na sua interactividade e liberdade incomparáveis até então, bem como um sistema inovador que simulava as condições do clima em tempo real, jogadores não jogáveis com falas diferentes dependendo do dia, Quick Time Events e várias outros detalhes como maquinas que vendem brindes, Fliperamas e lojas de conveniência.
Shenmue tem uma jogabilidade diferente por trazer vários gêneros diferentes do mesmo, como seu mundo aberto e segmentos em batalhas 3D. Foi o jogo de produção mais cara de seu tempo, com custo de de $47 milhões de dólares na época, equivalente a $64 milhões em 2011. O jogo teve uma sequência em 2001, Shenmue II, e com a promessa de mais um para terminar a história. O total de custo da produção dos dois jogos foi em torno dos $70 milhões naquela época, coisa de $95 milhões em 2011. A sequência final da trilogia, Shenmue III, é lançada finalmente em novembro de 2019.

## História
A história começa quando a personagem principal (Ryo Hazuki) se depara com o assassinato de seu pai pelas mãos de um homem chamado Lan Di, chefe de uma organização mafiosa chinesa, e com o roubo de um estranho e misterioso espelho chamado Dragon Mirror (Espelho do Dragão). No entanto, existe  um espelho gêmeo, chamado Phoenix Mirror (Espelho da Fenix). Ryo terá de encontrar o Phoenix Mirror, recuperar o Espelho do Dragão, vingar o seu pai e descobrir as razões da sua morte. Ele terá igualmente que chegar a Hong Kong onde se encontraria com Ling Sha Hua com quem está telepaticamente ligado e com que sonha constantemente.

## Jogabilidade
Shenmue tem uma jogabilidade diversa e livre, mesmo que o jogo tenha objetivos claros, o jogador não é induzido a fazê-los e pode aproveitar a enorme quantidade de coisas para fazer na cidade de Yokosuka, sem sofrer qualquer repreensão. A maior parte de Shenmue é baseada na exploração, ou Quest Mode como é chamada em inglês, onde Ryo, o personagem principal, anda pela cidade procurando informações que o ajudem a encontrar o paradeiro de Lan Di. A passagem do tempo é importante no jogo, determinados eventos só ocorrerão no lugar e na hora certa, algumas vezes os jogadores se encontrarão em esperas intermináveis e como o jogo não o permite adiantar o tempo terá de encontrar algo para fazer enquanto espera.
O principal objetivo do desenvolvedor de Shenmue, Yu Suzuki, foi criar uma ambientação imersiva onde o jogador pudesse sentir-se participante do cotidiano de Ryo Hazuki, portanto grande parte do tempo o jogador se encontrará em ações banais do dia-a-dia com alguma excitação pouco costumaz, o jogador por vezes se envolverá em brigas ou tentará ajudar alguém que precise, mas a maior parte do tempo estará a procura de Lan Di, conversando com diversos NPC's e visitando diversos locais.

### Exploração
O modo de exploração, também chamado de Quest Mode em inglês, compõe a maior parte da jogabilidade de Shenmmue. O modo consiste em explorar livremente a cidade de Yokosuka procurando informações sobre o assassinato do pai de Ryo. Neste modo o jogador estará livre para aventurar-se por onde bem entender, conversando com diversos NPCs e visitando os mais variados tipos de locais.

Ryo Hazuki andando por Yokosuka no modo de exploração.

A maior parte do tempo o jogador estará indo de pessoa em pessoa buscando e complementando informações. Conversar com os diversos personagens de Shenmue fazia parte da ideia de Yu Suzuki para criar um ambiente interativo e completo. Existem mais de duzentos personagens no jogo, todos eles conduzem suas próprias vidas e seguem uma agenda própria, mesmo que alguns apenas dão respostas simples em uma conversação com Ryo como "estou ocupado" ou "não posso conversar agora", praticamente todos eles são interativos.
Além de recolher informações importantes para a trama do jogo, no modo de exploração, é possível matar o tempo com diversas atividades. É possível, por exemplo, comprar pequenos brinquedos colecionáveis baseados em personagens da Sega em máquinas dispostas nas ruas, jogar dardos, treinar artes marciais e jogar arcades com jogos desenvolvidos pelo próprio Yu Suzuki. Administrar o tempo é importante em Shenmue, além de alguns eventos apenas ocorrerem em tempos específicos, as lojas e outros comércios tem tempo de funcionamento e Ryo não pode ficar na rua depois das 23h30 (se insistir o jogador será levado automaticamente para cama), também não é possível que o jogador durma antes das 20h, impossibilitando-o de correr grandes quantidades de tempo. O jogo é cronometrado pelo relógio de Ryo que pode ser usado para consultar as horas a qualquer momento.

### Resposta rápida
Outro modo de Shenmue é o modo de resposta rápida, conhecido como Quick Time Events. Este modo consiste em apertar rapidamente botões que aparecem na tela durante cutscenes, semelhantemente a vários outros jogos eletrônicos.
Em Shenmue não é apresentado o tempo que o jogador tem para pressionar o botão, ao ser apresentado o comando o jogador ouvirá bipes e tem de relacionar o tempo que tem para apertar o botão com a velocidade em que os Bipes acontecem.
Apesar de os QTE(Quick Time Events) ocorrem durante cutscenes, o jogador pode ser apanhado de surpresa pois não há pausas para carregamento durante as cenas. Ambos, ataques e defesas dependem de como o jogador responde aos comandos do jogo, enquanto alguns devem ser seguidos de forma restrita, por vezes alguns comandos podem ser errados. Os comandos usados no modo de resposta rápida são baseados nos movimentos de Ryo, se o personagem tiver de esquivar-se para a esquerda o jogador terá de apertar para a esquerda, se o inimigo atacar pela direita o jogador terá de pressionar para o lado oposto.

### Batalhas
Quando no modo batalha, por vezes também chamado de Free Battle algo como "Batalha livre", Shenmue lembra bastante Virtua Fighter, jogo de luta desenvolvido por Yu Suzuki. Ryo pode atacar, defender e arremessar os inimigos, assim como se esquivar e atacá-los por trás. O repertório de golpes de Ryo pode ser aumentado assim como melhorado no decorrer do jogo. Por vezes Ryo enfrentará diversos inimigos de uma só vez.
O jogador pode praticar os golpes de Ryo com Fuku-san, que mora com o personagem, ou também em parques, estacionamentos e outros espaços abertos. Quando em treinamento, repetir os golpes por várias vezes pode aumentar sua eficiência quando posto em prática. O jogador pode acessar todos os golpes aprendidos por Ryo e consultar quão bem desenvolvido eles estão.
O repertório de golpes pode ser expandido no modo livre, enquanto Ryo passeia por Yokosuka é possível revelar flashbacks, encontrar pessoas que possam lhe ensinar movimentos ou até mesmo comprá-los. Quando alguém se propõe a ensinar algum golpe a Ryo o jogador deverá aprende-lo por partes, passo-a-passo deve seguir as instruções do tutor. Muitos dos golpes ensinados a Ryo são importantes e podem facilitar as lutas.